# 黄川镇
黄川镇，是中华人民共和国江苏省连云港市东海县下辖的一个乡镇级行政单位。

## 行政区划
黄川镇下辖以下地区：
新联村、前湾村、大尧村、临洪村、南湾村、七里村、和屯村、许村、宋吴村、桃李村、新沐村、黄川村、前元村、陈墩村、张桥村、时湖村、河套村、旭光村和西埠村。